# Dan Jancevski
Dan Jancevski (né le 15 juin 1981 à Windsor dans la province de l'Ontario au Canada) est un joueur professionnel retraité de hockey sur glace,.

## Carrière de joueur
Il a été repêché au 2e tour, à la 66e position au total par les Stars de Dallas lors du repêchage d'entrée dans la LNH 1999. Il évolue dans la Ligue nationale de hockey avec les Stars de Dallas au poste de défenseur puis pour le Lightning de Tampa Bay. Le 22 juillet 2010, il rejoint en tant qu'agent libre les Flyers de Philadelphie. Le 27 janvier 2013, après deux saisons avec leur club affilié de la Ligue américaine de hockey, les Phantoms de l'Adirondack et une courte période d'essai avec les Bulldogs de Hamilton, Jancevski annonce son retrait de la compétition.

## Statistiques
| Saison     | Équipe                   | Ligue      |    | Saison régulière | Saison régulière | Saison régulière | Saison régulière | Saison régulière |   | Séries éliminatoires | Séries éliminatoires | Séries éliminatoires | Séries éliminatoires | Séries éliminatoires |
| Saison     | Équipe                   | Ligue      | PJ | B                | A                | Pts              | Pun              | PJ               | B | A                    | Pts                  | Pun                  |                      |                      |
| 1998-1999  | Knights de London        | LHO        | 68 | 2                | 12               | 14               | 115              | 25               | 1 | 7                    | 8                    | 24                   |                      |                      |
| 1999-2000  | Knights de London        | LHO        | 59 | 8                | 15               | 23               | 138              | -                | - | -                    | -                    | -                    |                      |                      |
| 2000-2001  | Knights de London        | LHO        | 39 | 4                | 23               | 27               | 95               | -                | - | -                    | -                    | -                    |                      |                      |
| 2000-2001  | Wolves de Sudbury        | LHO        | 31 | 3                | 14               | 17               | 42               | 12               | 0 | 9                    | 9                    | 17                   |                      |                      |
| 2001-2002  | Grizzlies de l'Utah      | LAH        | 77 | 0                | 13               | 13               | 147              | 5                | 0 | 0                    | 0                    | 4                    |                      |                      |
| 2002-2003  | Grizzlies de l'Utah      | LAH        | 76 | 1                | 10               | 11               | 172              | 2                | 0 | 1                    | 1                    | 12                   |                      |                      |
| 2003-2004  | Grizzlies de l'Utah      | LAH        | 80 | 5                | 17               | 22               | 171              | -                | - | -                    | -                    | -                    |                      |                      |
| 2004-2005  | Bulldogs de Hamilton     | LAH        | 80 | 6                | 20               | 26               | 163              | 4                | 0 | 0                    | 0                    | 2                    |                      |                      |
| 2005-2006  | Stars de Dallas          | LNH        | 2  | 0                | 0                | 0                | 0                | -                | - | -                    | -                    | -                    |                      |                      |
| 2005-2006  | Stars de l'Iowa          | LAH        | 77 | 9                | 29               | 38               | 91               | 7                | 1 | 1                    | 2                    | 6                    |                      |                      |
| 2006-2007  | Bulldogs de Hamilton     | LAH        | 80 | 7                | 24               | 31               | 87               | 22               | 3 | 11                   | 14                   | 16                   |                      |                      |
| 2007-2008  | Admirals de Norfolk      | LAH        | 37 | 4                | 16               | 20               | 52               | -                | - | -                    | -                    | -                    |                      |                      |
| 2007-2008  | Stars de l'Iowa          | LAH        | 33 | 3                | 7                | 10               | 36               | -                | - | -                    | -                    | -                    |                      |                      |
| 2007-2008  | Lightning de Tampa Bay   | LNH        | 2  | 0                | 0                | 0                | 2                | -                | - | -                    | -                    | -                    |                      |                      |
| 2007-2008  | Stars de Dallas          | LNH        | 2  | 0                | 0                | 0                | 0                | -                | - | -                    | -                    | -                    |                      |                      |
| 2008-2009  | Stars de Dallas          | LNH        | 3  | 0                | 0                | 0                | 0                | -                | - | -                    | -                    | -                    |                      |                      |
| 2008-2009  | Bulldogs de Hamilton     | LAH        | 76 | 1                | 27               | 28               | 76               | 6                | 0 | 3                    | 3                    | 6                    |                      |                      |
| 2009-2010  | Stars du Texas           | LAH        | 78 | 3                | 20               | 23               | 71               | 24               | 1 | 11                   | 12                   | 20                   |                      |                      |
| 2010-2011  | Phantoms de l'Adirondack | LAH        | 75 | 0                | 15               | 15               | 34               | -                | - | -                    | -                    | -                    |                      |                      |
| 2011-2012  | Phantoms de l'Adirondack | LAH        | 75 | 3                | 11               | 14               | 53               | -                | - | -                    | -                    | -                    |                      |                      |
| Totaux LNH | Totaux LNH               | Totaux LNH | 9  | 0                | 0                | 0                | 2                | -                | - | -                    | -                    | -                    |                      |                      |